# BB Cream

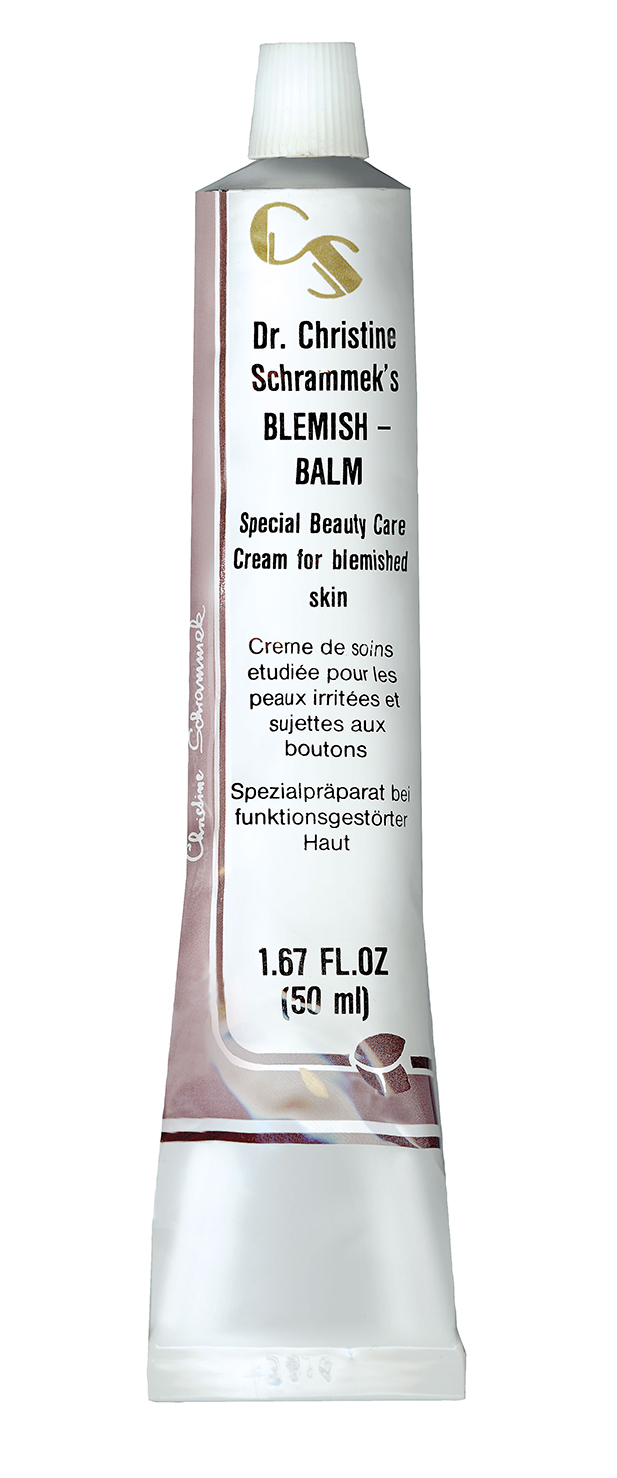
Un tube de BB Cream des années 1960.

Une BB Crème, Blemish Balm Cream en anglais soit « baume anti-imperfections », est un produit cosmétique commercialisé en Asie, puis en Europe dans les années 2000. C'est une crème hydratante teintée, qui fournit également une protection anti-UV.

## Histoire

### Invention
L'invention de la BB Cream est revendiquée par l'Allemande Christine Schrammek, qui se donne le titre de docteur sur son site web et dit avoir suivi, au moins partiellement, des études de médecine et une formation d'esthéticienne. Christine Schrammek dit avoir créé la première BB Crème en 1967 pour ses patientes ayant subi une opération de chirurgie esthétique.

### Succès sur le marché asiatique
Cette crème qui unifie le teint a connu le succès sur les marchés japonais et sud-coréen dans les années 1980. La crème de Christine Schrammek aurait été reformulée par un dermatologue coréen pour devenir plus légère et plus fine.

### Arrivée sur le marché occidental
La BB Crème est arrivée sur les marchés occidentaux dans les années 2000. Erborian revendique la première version française en 2009, puis chaque laboratoire cosmétique a lancé sa propre BB Crème. Selon une étude Les Échos de novembre 2013, pas moins de 35 marques, des rayons du supermarché, des grands noms de la beauté se partagent ce marché qui reste néanmoins dominé par la marque Garnier  qui a lancé sa première BB Cream en 2011.
Aux États-Unis et selon une étude de Mintel, les lancements de BB cream ont progressé de près de 50 % au cours de l'année 2012 et 29 % de femmes déclaraient l’utiliser en 2013 alors qu'elles étaient 24 % en 2012.

## Dérivés
Plusieurs produits cosmétiques s'inspirent du nom de la BB Crème.
Le succès des BB Crèmes inspire également d'autres secteurs comme la marque de thé Kusmi_Tea qui a lancé un thé BB Détox, Dim et ses collants voile effet BB cream. 
CC Cream
La CC Crème (Color Control Cream) masque les défauts de pigmentation, les rougeurs ou les cernes .
DD Cream
La DD Crème (Daily Defense cream) contient une protection solaire anti-UV avec un indice de protection de 25 minimum .